# 蓝角星喉蜂鸟
，是雨燕目蜂鸟科的一种鸟类。
蓝角星喉蜂鸟体重约5.4克，翼长约54.1毫米，嘴峰长约32.6毫米，喙宽度约2毫米，喙厚度约2.1毫米，跗蹠长约5.1毫米，尾长约39.2毫米。蓝角星喉蜂鸟在其分布区内为留鸟，其栖息在半开放的高大树木组成的森林中，食性为草食性，主要食物来源是植物的花蜜。
蓝角星喉蜂鸟分布于玻利维亚至巴拉圭、巴西中部和南部、乌拉圭和阿根廷北部。该物种是单型物种，没有亚种分化。